# Attica (Kansas)
Attica és una població dels Estats Units a l'estat de Kansas. Segons el cens del 2000 tenia 636 habitants.

## Demografia
Segons el cens del 2000, Attica tenia 636 habitants, 254 habitatges, i 154 famílies. La densitat de població era de 423,4 habitants per km².
Dels 254 habitatges en un 23,2% hi vivien nens de menys de 18 anys, en un 50,8% hi vivien parelles casades, en un 6,3% dones solteres, i en un 39% no eren unitats familiars. En el 37% dels habitatges hi vivien persones soles el 19,3% de les quals corresponia a persones de 65 anys o més que vivien soles. El nombre mitjà de persones vivint en cada habitatge era de 2,15 i el nombre mitjà de persones que vivien en cada família era de 2,82.
Per edats la població es repartia de la següent manera: un 19,7% tenia menys de 18 anys, un 6,9% entre 18 i 24, un 19,8% entre 25 i 44, un 21,9% de 45 a 60 i un 31,8% 65 anys o més.
L'edat mediana era de 48 anys. Per cada 100 dones de 18 o més anys hi havia 78 homes.
La renda mediana per habitatge era de 31.012 $ i la renda mediana per família de 34.643 $. Els homes tenien una renda mediana de 30.833 $ mentre que les dones 20.000 $. La renda per capita de la població era de 14.733 $. Entorn del 5,8% de les famílies i el 9,1% de la població estaven per davall del llindar de pobresa.

## Poblacions més properes
El següent diagrama mostra les poblacions més properes.